# Campionati del mondo di mountain bike 2012 - Cross country maschile Under-23
Il Cross Country maschile Under-23 dei Campionati del mondo di mountain bike 2012 si è svolto il 7 settembre 2012 a Saalfelden, in Austria, su un percorso di 29,3 km. La gara è stata vinta dal ceco Ondřej Cink, che ha terminato la gara in 1h19'40", alla media di 22,07 km/h.

## Ordine d'arrivo (Top 10)
| Pos. | Corridore               | Squadra     | Tempo    |
| ---- | ----------------------- | ----------- | -------- |
| 1    | Ondřej Cink             | Rep. Ceca   | 1h19'40" |
| 2    | Michiel van der Heijden | Paesi Bassi | a 14"    |
| 3    | Daniele Braidot         | Italia      | a 48"    |
| 4    | Alexander Gehbauer      | Austria     | a 1'34"  |
| 5    | Luca Braidot            | Italia      | a 2'12"  |
| 6    | Jens Schuermans         | Belgio      | a 2'39"  |
| 7    | Gerhard Kerschbaumer    | Italia      | a 2'45"  |
| 8    | Markus Schulte-Lünzum   | Germania    | a 2'57"  |
| 9    | Julian Schelb           | Germania    | a 3'02"  |
| 10   | Nicholas Pettina        | Italia      | a 3'11"  |